# Masters of the Universe – Revelation
Masters of the Universe – Revelation („revelation“; englisch für „Enthüllung“, „Offenbarung“) ist eine US-amerikanische Animationsserie von Showrunner Kevin Smith. Es handelt sich um eine Fortsetzung im Geiste zur 1983 bis 1985 veröffentlichten Zeichentrickserie He-Man – Im Tal der Macht, die auf der Mattel-Actionfiguren-Reihe Masters of the Universe basiert. Es ist die vierte Fernsehserie über He-Man bzw. die sechste des Masters of the Universe-Franchise insgesamt. Im Gegensatz zur Originalserie von Filmation richtet sich das Sequel an ein eher erwachsenes Publikum und bedient sich auch verschiedener Quellen abseits der Originalserie als Grundlage.

## Handlung

### Teil 1
Teela vom Planeten Eternia soll zum Waffenmeister befördert werden, als Skeletor  Castle Grayskull angreift und in die Tiefen des Schlosses vordringt, wo die Magie lagert. Er verleitet He-Man dazu, sein Schwert gegen ihn einzusetzen. He-Man durchbohrt ihn, aktiviert aber dabei versehentlich den Schrein, in dem die Magie lagert. Skeletor setzt diese frei. Die Welt droht vernichtet zu werden, doch He-Man sammelt die Energie mit seinem Schwert auf. Dabei stirbt er jedoch. Teela erfährt, dass He-Man eigentlich Prince Adam ist und einige ihrer Freunde eingeweiht waren. Wütend verlässt sie den Palast. Auch der König ist entrüstet und verbannt alle Mitwisser, auch Orko und Man-At-Arms. Teela findet mit Andra eine neue Freundin und schlägt sich durch Eternia, wo die Magie fast gänzlich verschwunden ist. Tri-Klops hat eine Technomanten-Sekte gegründet, die Technologie verehrt und die Menschheit versklaven will. Bei einem ihrer Aufträge trifft sie auf Evil-Lyn, die versucht, die Magie zurück auf die Welt zu bringen. Die drei bilden eine Allianz und rekrutieren ihre alten Freunde Man-At-Arms, Orko und Roboto. Sie bereisen das Land der Toten und Preternia, eine Art Himmel. Dort treffen sie He-Ro und Prince Adam. Sie schmieden das Schwert der Macht neu und gelangen zurück nach Eternia. Dort will Prince Adam die Worte der Macht sprechen, um sich zu He-Man zu transformieren. Er wird jedoch vom plötzlich erscheinenden Skeletor niedergestochen. Skeletor nimmt das Schwert der Macht an sich. Ob Adam überlebt ist unklar. Evil-Lyn wendet sich von den anderen ab und schließt sich Skeletor an. Dieser verwandelt sich mit dem Schwert zum mächtigen „Skelegod“.

### Teil 2
Evil-Lyn wird zu Dark-Lyn und gelangt zu der Überzeugung, dass das Universum nur gerettet werden kann, wenn es vernichtet wird. Sie beschwört Scare-Glow und die Armee von Subternia. Adam verwandelt sich zunächst in Savage He-Man und wird mit seinem Vater wiedervereinigt. Beim Kampf um Eternias Zukunft werden die Todfeinde Skeletor und He-Man kurzzeitig Verbündete. Teela wird zur neuen Sorceress und kann Dark-Lyn besiegen. Evil-Lyn schwört der Magie ab und He-Man und Teela können Eternia vor dem Untergang retten. Andra wird zur neuen Man-at-Arms ernannt. Teela kann die Verpflichtungen der Sorceress mit ihren Freunden und Familie verbinden und auch Orko kehrt zurück von den Toten. Am Ende macht sich neues Unheil bereit, als Skeletor von Motherboard assimiliert wird und sich das Symbol der Horde zeigt.

## Entstehung
Anfangs als direkte Fortsetzung angekündigt wurde diese Aussage später relativiert, da die Rechte an der alten Trickserie nicht mehr bei Mattel liegen und daher eine offizielle direkte Fortsetzung nicht möglich war.
Die Serie wurde erstmals am 18. Dezember 2019 angekündigt. Schon zu diesem Zeitpunkt war klar, dass sich das Sequel eher am japanischen Anime-Stil orientieren soll und auf Erwachsene abzielt. Eine weitere Serie, die vorwiegend aus CGI besteht, sollte sich dagegen eher an Kinder richten. Als Showrunner wurde Regisseur Kevin Smith vorgestellt. Den Titel Masters of the Universe – Revelation gab Smith anlässlich der Power-Con am 18. August 2019 bekannt.
Es besteht keine Verbindung zur Serie She-Ra und die Rebellen-Prinzessinnen, die ebenfalls auf Netflix veröffentlicht wurde. Auch die Handlungsebene der The New Adventures of He-Man-Serie wird ignoriert.
Die Animationen wurden von den Powerhouse Animation Studios umgesetzt, während Mattel Television als Co-Produzent auftritt.

## Veröffentlichung
Die ersten fünf Teile der ersten Staffel wurden am 23. Juli 2021 weltweit über Netflix veröffentlicht. Teil 2 der ersten Staffel folgte am 23. November 2021 und endete mit einem Cliffhanger. Die Fortsetzung Masters of the Universe: Revolution erschien Anfang 2024 auf Netflix.
Der Comicverlag Dark Horse Comics veröffentlicht begleitend zur Serie eine Art Prequel zur Zeichentrickserie. Geplant ist eine Miniserie mit vier Ausgaben. Die erste Ausgabe erschien am 7. Juli 2021.mit einem Cover von Mike Mignola. Die Story stammt von Kevin Smith, Rob David und Tim Sheridan, die Zeichnungen von Mindy Lee. Ausgabe 2 ist für den 11. August geplant.
Gleichzeitig mit dem ersten Teil wurde mit Revelations: The Masters of the Universe Revelation Aftershow eine Art Making-of-Dokumentation veröffentlicht, die von Kevin Smith, Rob David und Tiffany Smith moderiert wurde und Grußworte der englischen Synchronsprecher enthält.

## Episodenliste
| Nr. (ges.) | Nr. (St.) | Deutscher Titel                   | Originaltitel                      | Erstausstrahlung Vereinigte Staaten | Deutschsprachige Erstausstrahlung (D) |
| --- | --------- | --------------------------------- | ---------------------------------- | ----------------------------------- | ------------------------------------- |
| 1 | 1         | Die Macht von Grayskull           | The Power of Grayskull             | 23. Juli 2021                       | 23. Juli 2021                         |
| Während Teela in den Rang eines Man-at-Arms erhoben werden soll, greifen Skeletor und Evil-Lyn Castle Grayskull an. Skeletor trachtet nach der versteckten Magie, die sich im Untergeschoss befindet. Er lockt He-man dorthin und bringt ihn dazu, ihn mit dem Schwert zu durchbohren. Dadurch entfacht He-Man versehentlich die Magie des Schlosses. Er versucht die Magie aufzuhalten, indem er sein Schwert einsetzt. Dabei sterben er und Skeletor in der Explosion. Zurück bleibt eine desillusionierte Teela, die nach Jahren der Freundschaft mit Prince Adam und He-Man nun erst erfährt, dass es sich um dieselbe Person handelte. Sie wirft ihren Freunden daraufhin Verrat vor und eilt aus dem Schloss. King Randor, der ebenfalls nun erst die Wahrheit über seinen Sohn erfährt, entlässt Man-At-Arms aus seinen Diensten.                                                                          |           |                                   |                                    |                                     |                                       |
| 2 | 2         | Der vergiftete Kelch              | The Poisoned Chalice               | 23. Juli 2021                       | 23. Juli 2021                         |
| Teela schlägt sich zusammen mit ihrer neuen Freundin Andra als Söldnerin durch. Sie erhalten von einer alten Frau den Auftrag, einen uralten Kelch zu besorgen. Dabei stoßen sie auf Tri-Klops und seine Technomanten-Sekte. Es gelingt ihnen, den Kelch zu besorgen. Die alte Frau stellt sich als Evil-Lyn heraus. Sie bietet den beiden eine Allianz an, um die Magie zurück nach Eternia zu bringen. Dazu müssen sie die beiden Schwerthälften zum Schwert der Macht vereinigen. Diese befinden sich zurzeit an ihren Ursprungsorten: Preternia und Subternia. |           |                                   |                                    |                                     |                                       |
| 3 | 3         | Der gefährlichste Mann in Eternia | The Most Dangerous Man in Eternia  | 23. Juli 2021                       | 23. Juli 2021                         |
| Für ihre Mission suchen sie nach Man-At-Arms, der als einziger in der Lage sein soll, das Schwert zu schmieden. Auf ihrer Suche treffen sie erneut auf Tri-Klops. Mit der Hilfe von Man-at-Arms und Beast-Man gelingt es ihnen, Tri-Klops zu bezwingen. Doch Man-at-Arms will zunächst nicht. Der stark geschwächte Orko und Man-at-Arms Roboter-Abbild Roboto überzeugen ihn schließlich. Gemeinsam suchen sie nach einem Portal nach Subternia und bekämpfen dabei Mer-Man. |           |                                   |                                    |                                     |                                       |
| 4 | 4         | Land der Toten                    | Land of the Dead                   | 23. Juli 2021                       | 23. Juli 2021                         |
| Im Land der Toten müssen sich die Helden ihren Ängsten stellen. Während Evil-Lyn und Orko ihre Differenzen beiseite legen, um gegen dämonische Kräfte anzutreten, muss sich Teela mit einer Geisterversion von Skeletor namens Scare-Glow auseinandersetzen. Sie erhalten den Teil des Schwertes, mit dem Evil-Lyn ein Portal nach Preternia öffnet. Am Ende opfert sich Orko für das Team und der Rest gelangt nach Preternia, wo sie von Prince Adam begrüßt werden. |           |                                   |                                    |                                     |                                       |
| 5 | 5         | Die Schmiede am Wald              | The Forge at the Forest of Forever | 23. Juli 2021                       | 23. Juli 2021                         |
| Auf Preternia erhalten Prince Adam und Teela von He-Ro, dem Quasi-Vorgänger von He-Man, den zweiten Schwertteil. Mit Robotos Energie können sie die beiden Schwerter vereinigen. Es gelingt ihnen nach Eternia zurückzukehren, wo Price Adam das Schwert in der Halle der Weisheit einsetzen muss, um die Magie zurückzubringen. Gerade als er den Spruch aufsagt, wird er von einem wiedererwachten Skeletor (möglicherweise tödlich) verwundet. Evil-Lyn wechselt die Seiten, nachdem Skeletor durch das Schwert zu Skelegod geworden ist. |           |                                   |                                    |                                     |                                       |
| 6 | 6         | Entzweigerissen                   | Cleaved in Twain                   | 23. Nov. 2021                       | 23. Nov. 2021                         |
| In einem Rückblick wird Teela als Tochter von Man-at Arms und der Sorceress enthüllt, die ihr Familienleben aufgab, um als Sorceress Eternia zu dienen. Nach dem Rückblick geht die Schlacht weiter. Die Sorceress verwendet den letzten Rest ihrer Magie, um Adam, Cringer, Teela und Andra aus dem Schloss zu teleportieren. Skeletor tötet daraufhin die Sorceress und setzt Evil-Lyn statt ihrer ein. Außerdem sperrt er Man-at-Arms ein. Teela gelingt es Adam zu heilen. Sie treffen auf Fisto und Clamp-Champ, die König Randor, Königin Marleena und die Einwohner von Eternia evakuiert haben. Skeletor beschwört nun eine Skeletarmee und verwandelt die Bevölkerung von Eternia in Skelettkrieger. Es kommt erneut zu einem Kampf zwischen Skeletor und Adam. Adam schafft es auch ohne Schwert sich zu verwandeln und wird zum Savage He-Man, der ursprüngliche He-Man, der an einen Wilden erinnert. |           |                                   |                                    |                                     |                                       |
| 7 | 7         | Vernunft und Blut                 | Reason and Blood                   | 23. Nov. 2021                       | 23. Nov. 2021                         |
| Auch nach der Verwandlung in Savage He-Man unterliegt er Skeletor. Teela nutzt ihren Teleportationszauber, um ihre Freunde nach Mystic Mountain zu bringen. Zwischen Skeletor und Evil-Lyn entwickeln sich Spannungen. Dies nutzt Beast-Man aus, und versucht Evil-Lyn dazu zu bringen, sich gegen ihren Anführer zu stellen. Der Savage He-Man attackiert die Wache von King Randor und anschließend auch seinen Vater. Doch dieser entschuldigt sich bei ihm und sagt, wie stolz er auf seinen Sohn sei. Dies erlaubt He-Man sich in Prinz Adam zurück zu verwandeln. |           |                                   |                                    |                                     |                                       |
| 8 | 8         | Die Kanalratte                    | The Gutter Rat                     | 23. Nov. 2021                       | 23. Nov. 2021                         |
| Randor ernennt Andra zum Leutnant der Palastwache. Evil-Lyns und Skeletors Spannungen werden größer. Skeletor will die kommende Sternenkonstellation nutzen, um noch stärker zu werden, während Evil-Lyn das Universum anzweifelt. Sie erinnert sich an ihre gemeinsame Vergangenheit mit Skeletor, der sie einst rettete, als sie verzweifelt war, gelangt aber zu dem Schluss, das sie ihn aufhalten muss. Sie trickst ihn aus und lässt ihn sich in seine normale Form transformieren, dann entwendet sie das Schwert der Macht und verwandelt sich in Dark-Lyn. Nun will sie das Leid beseitigen, in dem sie das Universum vernichtet. Sie beginnt mit Preternia. Die Königsfamilie schmiedet derweil einen Plan, Teela als neue Sorceress einzusetzen. |           |                                   |                                    |                                     |                                       |
| 9 | 9         | Hoffnung auf eine Bestimmung      | Hope, for a Destination            | 23. Nov. 2021                       | 23. Nov. 2021                         |
| Teela benutzt ihre telepathische Kraft um eine Botschaft an alle Einwohner Eternias zu schicken. Adam und Skeletor verbünden sich, um Dark-Lyn aufzuhalten. Sie greifen Dark-Lyn an und lenken sie so ab, um Andra und Teela den Zugang zum Schloss zu ermöglichen. Die beiden schleichen sich durch die Kanalisation ein. Dort treffen sie auf Spikor, Webstor, Clawful, Blade, Goatman und Pigboy. Man-at-Arms, dem die Flucht gelang, kommt ihnen zu Hilfe. Derweil besiegt Dark-Lyn Skeletor und Adam. Sie setzt die Zerstörung des Universums fort. Sie beschwört Scare-Grow und die Armee von Subeternia. |           |                                   |                                    |                                     |                                       |
| 10 | 10        | Alles inklusive                   | Comes with Everything You See Here | 23. Nov. 2021                       | 23. Nov. 2021                         |
| In einem großen Showdown kämpfen die Armeen von Subternia und Eternia gegeneinander. Auch Orko kehrt zurück. Teela verwandelt sich zur neuen Sorceress und bekämpft nun Dark-Lyn. Skeletor fällt He-Man in den Rücken. In dem nun folgenden Kampf kann Teela Dark-Lyn überzeugen, das sie falsch liegt. Dark-Lyn gibt ihre Macht ab und verwandelt sich zurück. Währenddessen besiegt He-Man Skeletor. Teela und He-Man besiegen die Armee von Scare-Grow. Auch Orko stirbt wieder, doch Evil-Lyn holt ihn zurück und schenkt ihm ein neues Leben. Anschließend gibt sie ihren Zauberstab ab. Andra wird zum neuen Man-at-Arms ernannt. Währenddessen reist Skeletor nach Snake Mountain und konfrontiert Tri.-Klops mit seinem Verrat. Er versucht das Motherboard zu zerstören, doch dieses assimiliert sich mit ihm und das Symbol der Horde erscheint.                                                        |           |                                   |                                    |                                     |                                       |

## Synchronisation
Für die englischsprachige Version übernahm Mark Hamill die Rolle als Skeletor. Der Schauspieler, der vor allem als Luke Skywalker bekannt wurde, ist in den Vereinigten Staaten als Synchronsprecher tätig und durfte unter anderem den Joker in der Batman-Zeichentrickserie sprechen. Weitere Rollen wurden mit Lena Headey, Sarah Michelle Gellar, Liam Cunningham, Diedrich Bader und Chris Wood besetzt. Mit Alan Oppenheimer wurde ein prominenter Sprecher aus der alten He-Man-Serie für die neue Serie gewonnen. Oppenheimer hatte damals Skeletor gesprochen, nun leiht er Moss-Man seine Stimme.
Die deutsche Synchronisation wurde vom CSC-Studio angefertigt. Die Dialogregie übernahm Johannes Semm.
| Rolle                | Englische Synchronsprecher | Deutsche Synchronsprecher | Auftritt  |
| -------------------- | -------------------------- | ------------------------- | --------- |
| Prince Adam / He-Man | Chris Wood                 | Christian Stark           | Staffel 1 |
| Skeletor             | Mark Hamill                | Robin Brosch              | Staffel 1 |
| Duncan / Man-At-Arms | Liam Cunningham            | Holger Mahlich            | Staffel 1 |
| Teela                | Sarah Michelle Gellar      | Celine Fontanges          | Staffel 1 |
| Evil-Lyn / Majestra  | Lena Headey                | Stephanie Damare          | Staffel 1 |
| Roboto               | Justin Long                | Nils Rieke                | Staffel 1 |
| Cringer              | Stephen Root               | Jens Wendland             | Staffel 1 |
| Orko                 | Griffin Newman             | Tim Kreuer                | Staffel 1 |
| King Randor          | Diedrich Bader             |                           | Staffel 1 |
| Trap-Jaw             | Diedrich Bader             |                           | Staffel 1 |
| Zauberin             | Susan Eisenberg            |                           | Staffel 1 |
| Königin Marlena      | Alicia Silverstone         |                           | Staffel 1 |
| Tri-Klops            | Henry Rollins              |                           | Staffel 1 |

## Rezeption
Unter den Fans fielen die ersten Reaktionen gemischt aus. Vielen eingefleischten Fans erschien es so, als habe Kevin Smith He-Man quasi abserviert und durch Teela als Hauptcharakter ersetzt, obwohl sich die Plakate und Trailer zur Serie vor allem auf He-Man konzentriert hatten. Zudem hatte Kevin Smith vor Ausstrahlung der Serie explizit versichert, He-Man werde nicht für Teela „beiseitetreten“. Als He-Man jedoch bereits in der ersten Folge getötet wurde und sich die Serie in Folge auf Teela konzentrierte, fühlten sich viele Fans von Kevin Smith getäuscht und belogen. Auch waren vielen Fans zu viele starke weibliche Charaktere präsent, die in der alten Serie eher Beiwerk waren. Ebenso sorgte die Diversität der Figuren für Aufregung in Fankreisen. Andere kamen nicht mit dem eher erwachsenen Stil der Serie klar, bei dem auch Charaktere sterben. Die Reaktionen waren teilweise so stark, dass sich Kevin Smith im Branchenmagazin Variety für seine Version rechtfertigte. Er rechtfertigte sich unter anderem damit, dass auch die alte Serie „woke“ gewesen sei. Zudem ließ er offen, ob He-Man im zweiten Teil eventuell eine größere Rolle bekommen würde.
Wesentlich erfolgreicher war die Serie bei den Kritikern, die fast alle den neuen Ansatz lobten. Glenn Riedmeier von Fernsehserien.de schrieb nach Ansicht der ersten drei Folgen: „Bis hierhin macht das Wiedersehen mit den „Masters of the Universe“ aber schon einmal großen Spaß. Wer mit der alten Serie aufgewachsen ist und noch einmal seine unbeschwerte TV-Kindheit aufleben lassen möchte, kommt an der Fortsetzung nicht vorbei.“ Auch Serienjunkies.de lobte die Serie.